# Danny McBride
Daniel Richard "Danny" McBride (29 de dezembro de 1976) é um ator, roteirista e produtor estadunidense.

## Vida e Carreira
McBride nasceu em Statesboro, Geórgia e foi criado em Fredericksburg, Virgínia, onde ele cursou a Courtland High School. Em 2006 ele atuou como um dos protagonistas do filme The Foot Fist Way, que ele escreveu com amigos e colaboradores.
McBride apareceu empapéis coadjuvantes nas comédias Hot Rod (2007), The Heartbreak Kid (2007), Pineapple Express (2008) e Tropic Thunder (2008) e Observe and Report (2009). Ele criou o sitcom da HBO Eastbond & Down, série que ele também protagoniza.

## Filmografia
| Ano  | Filme              | Personagem             | Nota                                   |
| ---- | ------------------ | ---------------------- | -------------------------------------- |
| 2003 | All the Real Girls | Bust-Ass               |                                        |
| 2006 | The Foot Fist Way  | Fred Simmons           | Também roteirista                      |
| 2007 | Hot Rod            | Rico                   |                                        |
| 2007 | The Heartbreak Kid | Martin                 |                                        |
| 2008 | Drillbit Taylor    | Don                    |                                        |
| 2008 | Tropic Thunder     | Cody Underwood         |                                        |
| 2008 | Pineapple Express  | Red                    |                                        |
| 2009 | Fanboys            | Chefe da Segurança     |                                        |
| 2009 | Observe and Report | Caucasiano             | Drug dealer boss                       |
| 2009 | Eastbond & Down    | Kenny Powers           | Também roteirista e produtor executivo |
| 2009 | Land of the Lost   | Will Stanton           |                                        |
| 2009 | Up in the Air      | Jim Miller             |                                        |
| 2010 | Despicable Me      | Fred McDade            | Voz                                    |
| 2010 | Due Date           | Atendente dos Correios |                                        |
| 2011 | Your Highness      | Thadeous               | Também roteirista e produtor executivo |
| 2011 | 30 Minutes or Less | Dwayne                 |                                        |
| 2012 | L.A.P.I            |                        | Também produtor                        |
| 2013 | This is The End    | Ele mesmo              | Ator                                   |